# 馮兆林
馮兆林（?—?），浙江慈溪人，清朝政治人物。进士出身。
乾隆28年（1763年），擔任清朝遵义府婺川縣知縣。后由鄭兆基接任。